# Adamanasuchus
Adamanasuchus eisenhardtae
Genre
Espèce
Adamanasuchus est un genre fossile d'aétosaures du Trias supérieur (Carnien supérieur), représenté par une seule espèce, Adamanasuchus eisenhardtae.
Il a été nommé en 2007 à partir de restes fossiles découverts dans la formation géologique de Chinle en Arizona,.
Il est placé en groupe-frère de Scutarx deltatylus par William G. Parker en 2016.